# Zionskirche (Berlin)

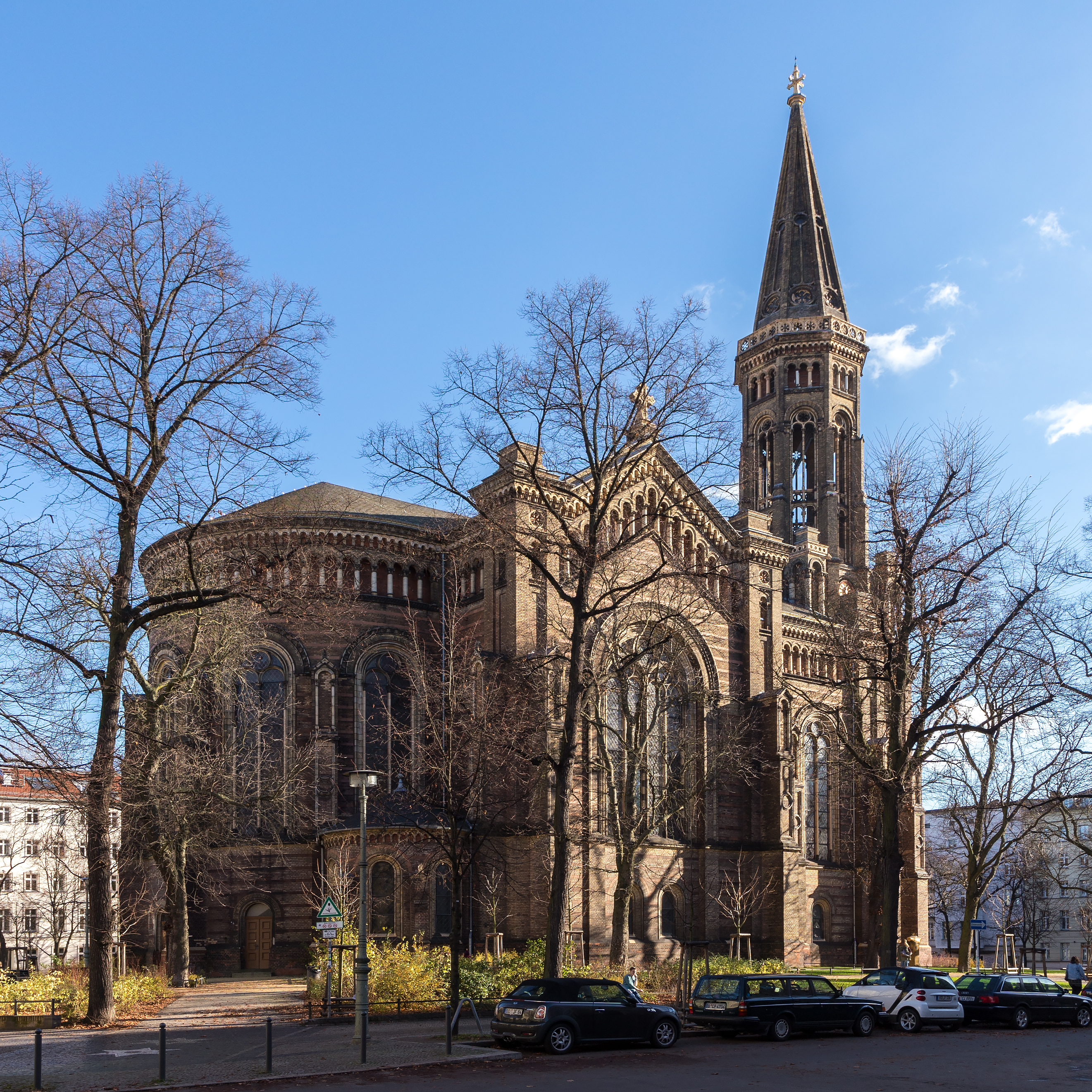
Zionskirche, Ansicht von Nordwesten

Die Zionskirche ist eine evangelische Kirche in der Rosenthaler Vorstadt im Berliner Ortsteil Mitte des gleichnamigen Bezirks. Sie gehört zur Evangelischen Kirchengemeinde am Weinberg im Kirchenkreis Berlin Stadtmitte.
Sie wurde 1873 im damaligen Norden der Stadt als Kirche einer Tochtergemeinde der St.-Elisabeth-Gemeinde eingeweiht. Der Architekt des vom preußischen König und späteren Deutschen Kaiser Wilhelm I. als Votivkirche gestifteten Baus ist August Orth. Bedeutung erlangte die Kirche unter anderem als Wirkungsstätte von Dietrich Bonhoeffer, der hier als Pastor tätig war. Kurz vor dem Ende der DDR war die Zionskirche ein Zentrum der Opposition mit Kirche von unten und der Samisdat-Zeitschrift Umweltblätter.

## Lage und städtebauliches Umfeld
Die Zionskirche steht in der Mitte des Zionskirchplatzes im Norden des Berliner Ortsteils Mitte in der Rosenthaler Vorstadt. Sie wurde auf dem Weinberg, einer 52 Meter hohen Anhöhe, errichtet, einem der höchsten Punkte des damaligen Berlin. Der 67 Meter hohe Turm steht genau im Schnittpunkt von Zionskirch- und Griebenowstraße und dient durch seine Höhe auch als Orientierungs- und Aussichtspunkt.
Die städtebauliche Funktion auf einem fünfeckigen Platz im Schnittpunkt dreier Straßen war für den Architekten Orth so bedeutsam, dass die Kirche nicht, wie üblich, geostet wurde. Der Chor ist also nicht nach Osten ausgerichtet, sondern weist nach Norden.

## Geschichte

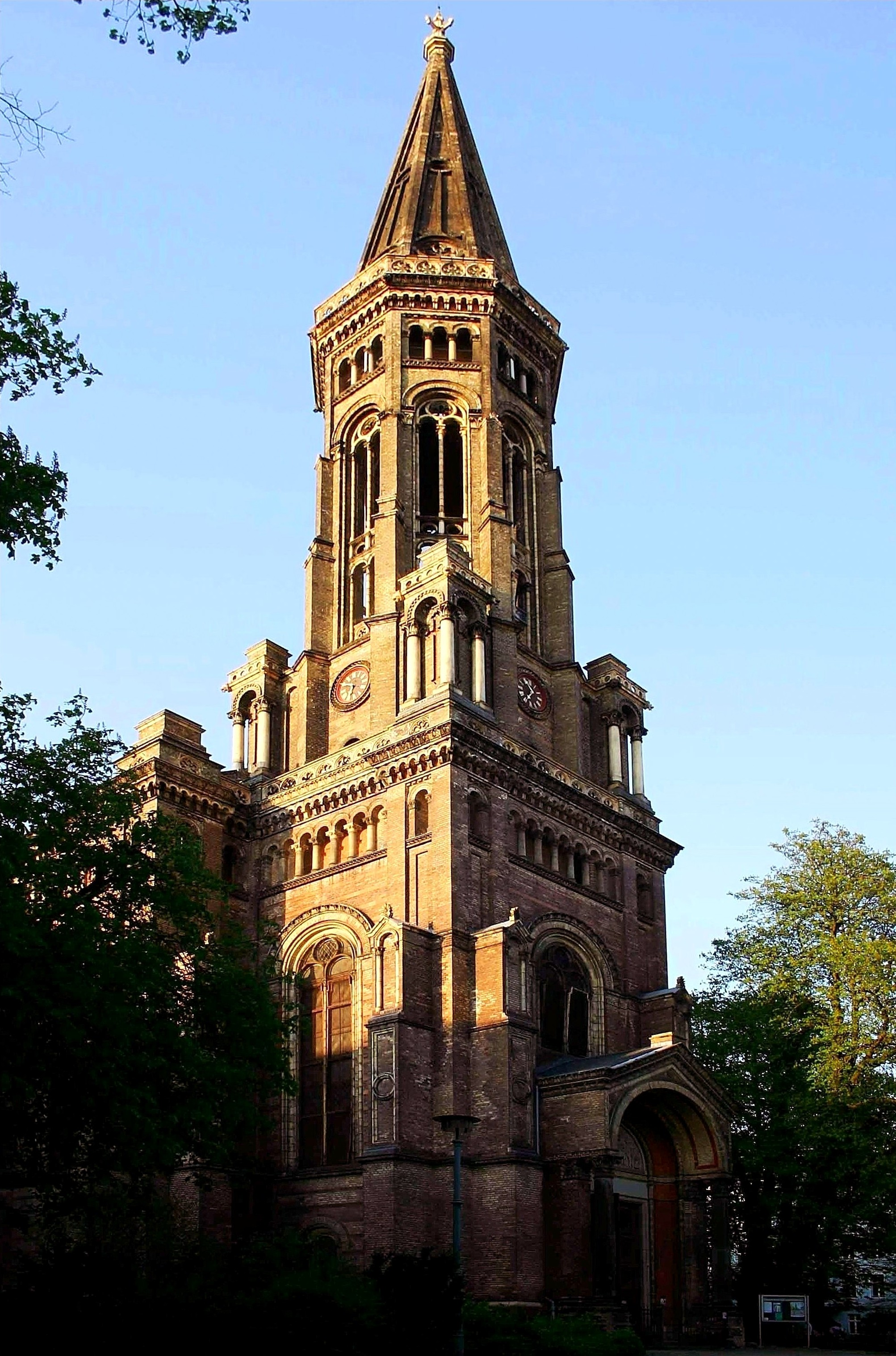
Zionskirche, 2009

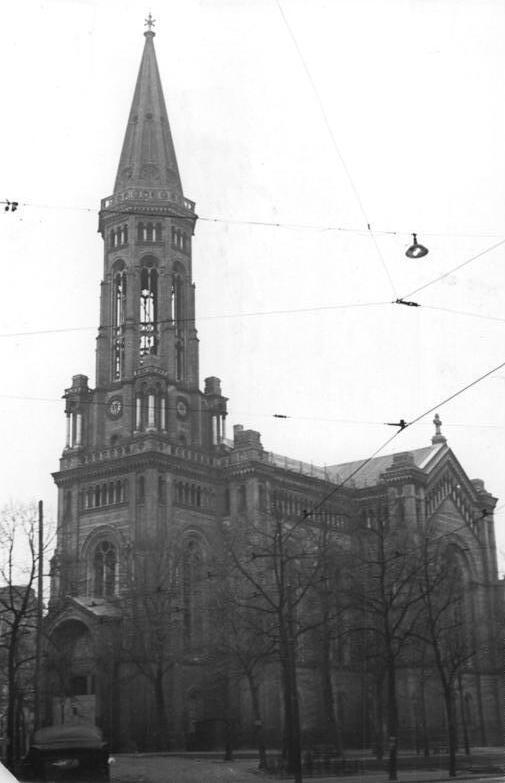
Zionskirche, 1951

Aus Dankbarkeit, einem Attentat in Baden-Baden entgangen zu sein, stiftete im Jahr 1861 der damalige König und spätere Kaiser Wilhelm I. 10.000 Reichstaler für den Bau einer Kirche in dem damals noch zur St.-Elisabeth-Gemeinde gehörenden, aber im Zuge des Baus des Wilhelminischen Rings schon dicht besiedelten Gebiet. Nach einigen Auseinandersetzungen zwischen dem Berliner Konsistorium und dem Magistrat von Berlin konnte 1866 mit dem Bau begonnen werden. Wegen Geldmangels ruhten die Bauarbeiten ab Ende 1868, doch eine weitere Stiftung des Königs ermöglichte 1872 die Fertigstellung der Bauarbeiten. Die Kirche ist im Stil der Neoromanik errichtet, als Backstein-Terrakotta-Bau im Stil des Berliner Historismus mit gelben Blendsteinen aus der Cement- und Tonwarenfabrik Hermsdorf. Sie hatte 1424 Sitzplätze, 562 davon auf der Empore. Die Baukosten (ohne Grundstück und Bauleitung) lagen bei 373.364 Mark (kaufkraftbereinigt in heutiger Währung: rund 3,36 Millionen Euro). Zur Ausstattung gehörte auch eine Orgel von Wilhelm Sauer mit 30 Registern auf zwei Manualen und Pedal.
Am 2. März 1873 wurde die Zionskirche in Gegenwart des Kaisers durch Generalsuperintendent Bruno Brückner feierlich eingeweiht. Die ersten Jahrzehnte der Kirchengemeinde waren von heftigen Konflikten zwischen dem konservativen Pfarrer Julius Kraft und dem liberal dominierten Gemeindekirchenrat („Kampf in Zion“) bestimmt.
Im Zweiten Weltkrieg wurden Kirchendach, Altar, Chorfenster sowie die Sauer-Orgel zerstört. Doch nicht nur die alliierten Luftangriffe im November 1943 sorgten dafür, dass die Kirche in den kalten Nachkriegswintern zusätzlichen Schaden nahm. Die Zahl der Einbrüche wurde schnell zum unhaltbaren Zustand, denn auf der Suche nach Brennholz machten einige Berliner auch vor den Kirchenbänken nicht halt. So entschied die Gemeinde im Jahr 1946, die unteren Fenster zu vermauern.
Bis 1953 wurde die Kirche notdürftig wiederhergestellt und in den 1960er Jahren im kargen Stil der damaligen Zeit mit Latexfarbe renoviert und zum Teil auch umgebaut. Der Verfall setzte aber wieder ein, als in den 1970er Jahren Schäden an Heizung und Dach auftraten und nicht beseitigt wurden.

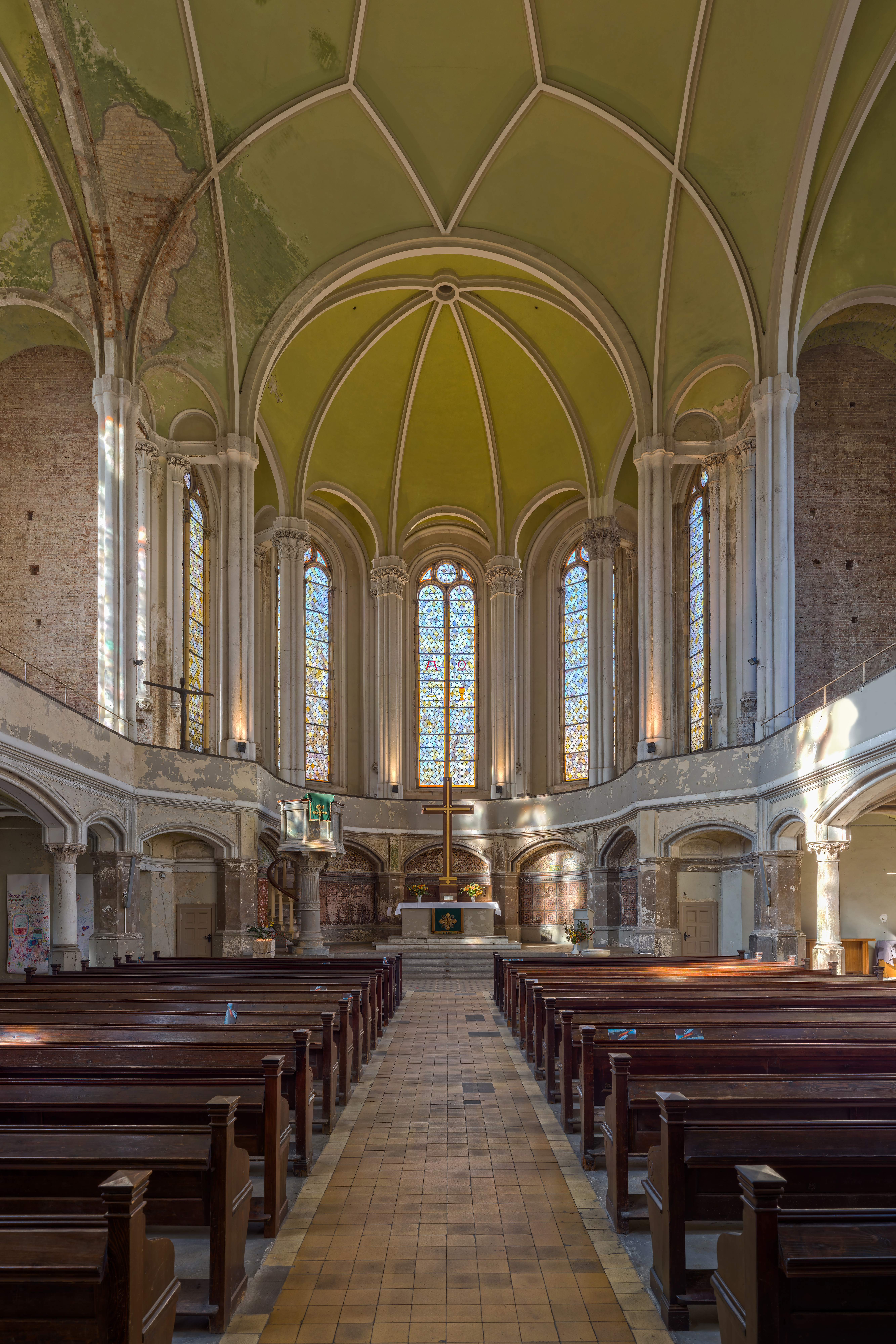
Innenansicht der Zionskirche, Blick vom Eingang in Richtung Chor

Erst 1988 begann die Dach- und Turminstandsetzung. Nach der deutschen Wiedervereinigung und einer denkmalpflegerischen Untersuchung der ursprünglichen Innenausmalung im Altarbereich 1992 begann ein Jahr später die vollständige Turm- und Dachsanierung und die schrittweise Restaurierung der Außenfassade. Die Glocken wurden wieder in den Turm gehängt und die stark defekten Fenster notverglast. 2002 wurden die vermauerten Fenster wieder geöffnet.
Seit Herbst 2009 wird auch der Innenraum schrittweise renoviert. Bis zum Jahr 2015 sollen dafür über drei Millionen Euro ausgegeben werden. Aber auch noch im Juli 2011 wurde der schlechte Zustand des Innenraums wegen seiner historischen Bedeutung stark kritisiert.

## Dietrich Bonhoeffer an der Zionsgemeinde
Mit 25 Jahren übernahm Dietrich Bonhoeffer 1931 als Stadtsynodalvikar eine als schwierig geltende Konfirmandengruppe in der Zionsgemeinde. Die Arbeit in diesem sozialen Problembezirk prägte den aus gutem Haus stammenden Professorensohn nachhaltig. Nach 1933 schloss er sich der Bekennenden Kirche und dem Widerstand an. Bonhoeffer wurde 1945 im KZ Flossenbürg hingerichtet. Seit 1997 befindet sich vor der Westseite der Kirche ein bronzenes Denkmal für Dietrich Bonhoeffer, das 1988 von dem Bildhauer Karl Biedermann geschaffen wurde. Eine zweite Fassung dieses Bronzetorsos steht seit 1999 vor der Elisabethkirche in Breslau.

## Oppositionelle Gruppen
Seit 1986 bot die Zionskirchengemeinde Raum für oppositionelle Gruppen wie den „Friedens- und Umweltkreis in der Zionsgemeinde“. Pfarrer Hans Simon stellte der Gruppe, die die Samisdat-Publikation Umweltblätter herausgab, seine eigenen Kellerräume zur Verfügung, die als Bibliotheks-, Veranstaltungs- und Druckereiraum genutzt wurden. Mahnwachen und andere Proteste gegen eine Hausdurchsuchung und Festnahmen in der dort angesiedelten Umwelt-Bibliothek in der Nacht zum 25. November 1987 machten den kirchlichen Widerstand gegen das DDR-Regime auch im Westen bekannt.

## Skinheadüberfall 1987
Am 17. Oktober 1987 um 22 Uhr wurden die knapp 2000 Besucher eines inoffiziellen Konzertes der West-Berliner Band Element of Crime (Vorband war die DDR-Punkband Die Firma) von etwa 30 Skinheads aus der rechten Szene der DDR überfallen und teilweise schwer verletzt. Dieser Vorgang ereignete sich unter den Augen der Volkspolizei, die die Kirche zum fraglichen Zeitpunkt beobachtete, aber trotz Hilferufen nicht eingriff. Nach der zunächst nur zögerlichen juristischen Vorgehen und milden Strafen gab es selbst in der offiziellen DDR-Presse Proteste. In der Berufungsverhandlung wurden daraufhin Strafen zwischen 18 Monaten und vier Jahren verhängt. Es wurden regelrechte Schauprozesse zur Betonung des Antifaschismus der DDR, zur Abschreckung und zur Aufrechterhaltung des Ansehens im Ausland (vor allem in der Bundesrepublik) mit überhöhtem Strafmaß veranstaltet. Vorab wurden Sprachregelungen zur Verharmlosung des Problems getroffen. Die meisten Verurteilungen bezogen sich auf die Paragraphen 215 und 220 des DDR-Strafrechts, die sich auf die verallgemeinernden Tatbestände des Rowdytums und der öffentlichen Herabwürdigung bezogen.
Während die Verantwortung für den gewalttätigen Überfall in der Öffentlichkeit West-Berliner Rechtsextremen unterstellt wurde, war der Vorfall zugleich der Auslöser für ein internes Nachdenken bei der damaligen politischen Führungsriege über rechtsextreme Jugendliche in der DDR. Jedoch wurde nicht nach den Ursachen gesucht, sondern lediglich nach Methoden, um ein vermehrtes (öffentliches) Auftreten zu verhindern. Beim Ministerium für Staatssicherheit (MfS) wurde eine Studie in Auftrag gegeben, die sich mit dieser Problematik beschäftigte, deren Ergebnisse allerdings unter Verschluss blieben. Darüber hinaus führte das MfS vermehrt Observationen von rechtsextremen Gruppierungen durch und versuchte diese mittels Einschleusung von inoffiziellen Mitarbeitern aufzulösen. Auch die Volkspolizei war an der Durchführung dieser Maßnahmen beteiligt.

## Besichtigungen

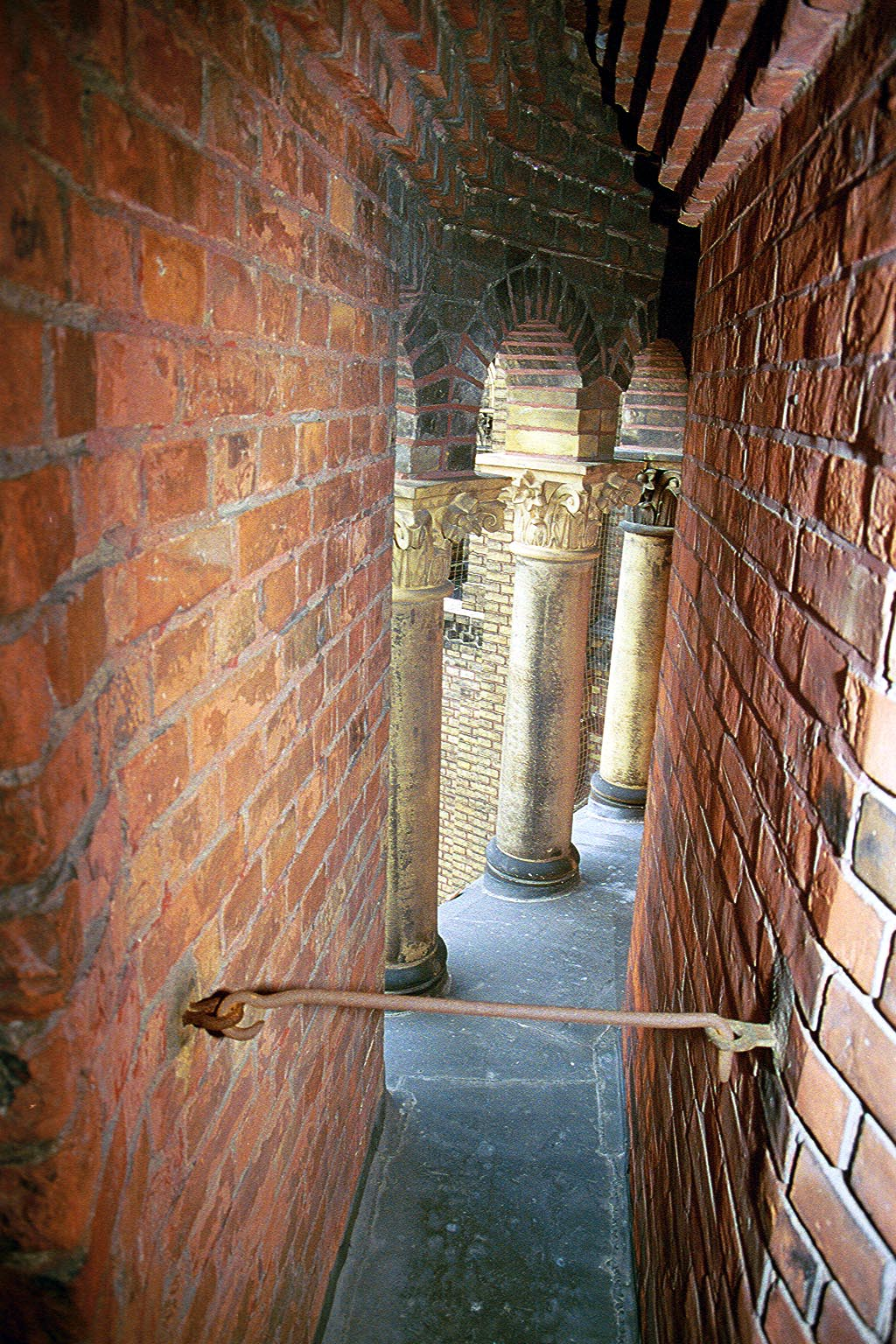
Blick von der Turmtreppe auf die Galerie

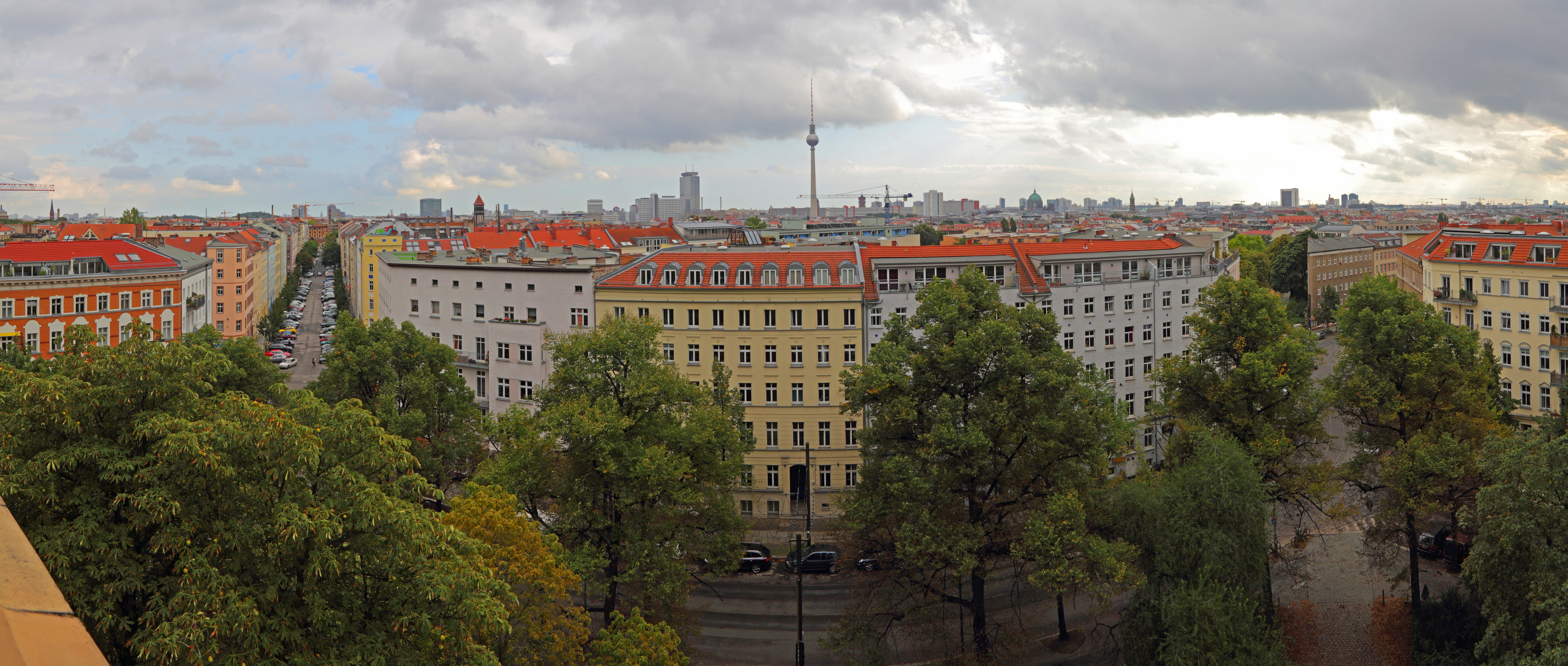
Aussicht auf den Zionskirchplatz

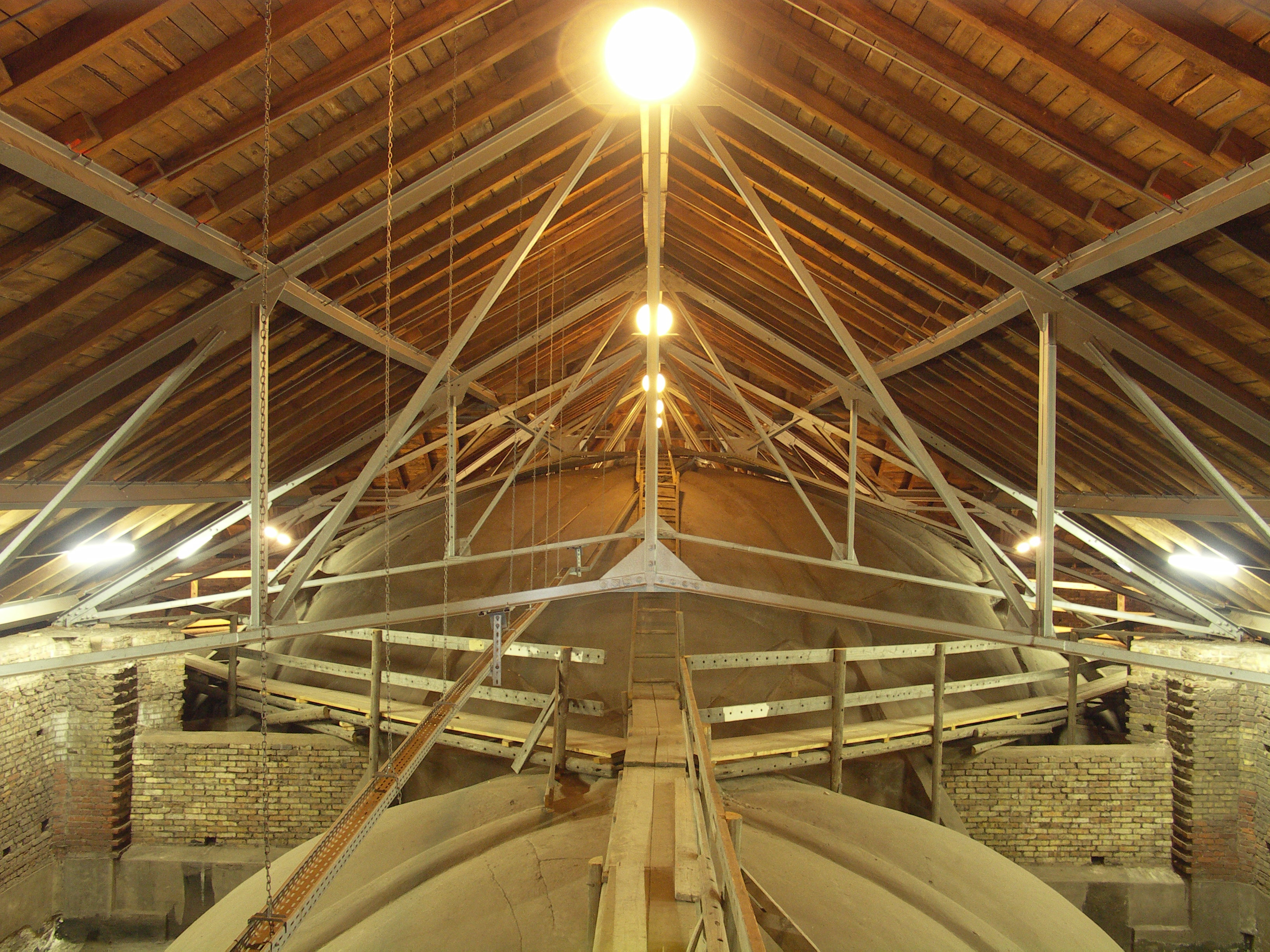
Blick unter dem Dach auf die Gewölbedecke des Innenraums

Die Zionskirche ist, mit Ausnahme des Monats Januar, ganzjährig für Besucher geöffnet. Sonntags kann der Turm ab 12 Uhr bestiegen werden. Die Aussichtsplattform befindet sich in der Uhrenebene in 22 Meter Höhe des Turmes und bietet einen guten Blick über Berlin in drei Himmelsrichtungen. Im Turm selbst kann man von oben auf die Gewölbedecke des Innenraumes schauen.
In der Uhrenebene des Turmes lebt ein Bienenvolk. Hieraus wird der „Zionshonig“ produziert. Dieser kann während der Besichtigungszeiten – wenn verfügbar – probiert und gekauft werden.